# تيخول (المهرة)

تعديل مصدري - تعديل

تيخول هي إحدى قرى مديرية منعر التابعة لمحافظة المهرة، بلغ تعداد سكانها 99 نسمة حسب تعداد اليمن لعام 2004.